# Willy Kemp
Willy Kemp   (Kopstal, 28 de desembre de 1925 - Bertrange, 18 d'octubre de 2021) fou un ciclista luxemburguès que fou professional entre 1947 i 1957, aconseguint 12 victòries, entre elles el campionat nacional en ruta de 1949 i una etapa al Tour de França de Tour de França.
Abans de passar a professional participà en el Campionat del Món Universitari de 1947, en què aconseguí una medalla d'or en la prova individual, una de plata en persecució per equips i una de bronze en persecució individual.

## Palmarès
- 1947
  - 1r al Gran Premi François-Faber
- 1949
  -  Campió de Luxemburg en ruta
  -  Campió de Luxemburg per equips
- 1950
  - Vencedor d'una etapa de la Volta a Luxemburg
- 1952
  - 2 victòries en ciclo-cross
  - Vencedor d'una etapa de la Bicicleta Eibarresa
  - Vencedor d'una etapa de la Volta a Luxemburg
  - Vencedor d'una etapa de la Volta als Països Baixos
- 1954
  - Vencedor d'una etapa del Tour de l'Oise
- 1955
  - Vencedor d'una etapa del Tour de França
  - Vencedor d'una etapa del Tour de l'Oise
- 1956
  - Vencedor d'una etapa de la Volta a Luxemburg

### Resultats al Tour de França
- 1948. Abandona (11a etapa)
- 1949. Abandona (1a etapa)
- 1950. 21è de la classificació general
- 1951. 55è de la classificació general
- 1952. Abandona (11a etapa)
- 1953. 66è de la classificació general
- 1954. 30è de la classificació general
- 1955. 60è de la classificació general i vencedor d'una etapa
- 1956. 83è de la classificació general
- 1957. Abandona (2a etapa)

### Resultats al Giro d'Itàlia
- 1956. Abandona (18a etapa)